# Campionato italiano master di curling
Il Campionato italiano Senior di curling è una competizione che si svolge annualmente tra club italiani di curling associati alla Federazione Italiana Sport del Ghiaccio. Il campionato si svolge in più prove durante tutto il periodo invernale, seguite dalle finali. Il campionato è vincolante per la Nazionale italiana senior di curling. Possono parteciparvi le squadre i cui atleti abbiano già compiuto cinquant'anni.
Per molti anni il campionato italiano Senior femminile non è stato disputato per mancanza di squadre, ed in questo caso la nazionale veniva scelta con uno scontro diretto tra le squadre che si presentano per il posto nazionale. Dal 2010 il campionato si disputa nuovamente.

## Albo d'Oro
| Anno | Maschile       | Maschile             | Femminile            | Femminile         |
| Anno | Club vincitore | Provenienza          | Club vincitore       | Provenienza       |
| ---- | -------------- | -------------------- | -------------------- | ----------------- |
| 2004 | CC Anpezo      | Cortina d'Ampezzo    | CC Olimpia           | Cortina d'Ampezzo |
| 2007 | CC ANA Cembra  | Cembra               | Non disputato        | Non disputato     |
| 2008 | CC Biella      | Biella               | Non disputato        | Non disputato     |
| 2009 | CC Tofane      | Cortina d'Ampezzo    | Non disputato        | Non disputato     |
| 2010 | CC Tofane      | Cortina d'Ampezzo    | CC Sporting Pinerolo | Pinerolo          |
| 2011 | CC Tofane      | Cortina d'Ampezzo    | CC Sporting Pinerolo | Pinerolo          |
| 2012 | CC Tofane      | Cortina d'Ampezzo    | CC Sporting Pinerolo | Pinerolo          |
| 2013 | 3S Luserna     | Luserna San Giovanni | CC Sporting Pinerolo | Pinerolo          |
| 2014 | CC Reale Mutua | Torino               | Non disputato        | Non disputato     |
| 2015 | CC Biella      | Biella               | Non disputato        | Non disputato     |
| 2016 | CC Biella      | Biella               | Non disputato        | Non disputato     |

## Altri campionati
La FISG organizza inoltre altri campionati validi per un titolo italiano:
- Campionato Italiano Assoluto Maschile di Curling (vincolante per la Nazionale di curling maschile dell'Italia)
- Campionato Italiano Assoluto Femminile di Curling (vincolante per la Nazionale di curling femminile dell'Italia)
- Campionato italiano misto di curling (vincolante per la Nazionale italiana misti di curling)
- Campionato Italiano Ragazzi di Curling
- Campionato Italiano Esordienti di Curling
- Campionato italiano doppio misto di curling (vincolante per la Nazionale italiana doppio misto di curling)
- Campionato Italiano Junior Maschile di Curling (vincolante per la Nazionale italiana junior di curling)
- Campionato Italiano Junior Femminile di Curling (vincolante per la Nazionale italiana junior di curling)